# Clansayes
Clansayes é uma comuna francesa na região administrativa de Auvérnia-Ródano-Alpes, no departamento de Drôme. Estende-se por uma área de 14,47 km². Em 2010 a comuna tinha 549 habitantes (densidade: 37,9 hab./km²).